# Oliva Gessi
Oliva Gessi är en ort och kommun i provinsen Pavia i regionen Lombardiet i Italien. Kommunen hade 162 invånare (2018).